# اعتقال أكرم إمام أوغلي
في 19 مارس 2025، اعتقلت الشرطة التركية رئيس بلدية إسطنبول الكبرى أكرم إمام أوغلو من حزب الشعب الجمهوري المعارض بتهم الفساد والابتزاز والرشوة وغسيل الأموال ودعم الإرهاب، وخاصة حزب العمال الكردستاني. ثم أُلقي القبض عليه لاحقًا وأُرسل إلى سجن مرمرة بتهم الفساد في 23 مارس 2025. تسبب اعتقاله، إلى جانب اعتقال أكثر من 100 شخص آخر، في احتجاجات ومظاهرات واسعة النطاق حول دوافع سياسية متصورة.
أُلقي القبض على إمام أوغلو لاحقًا وأُرسل إلى سجن مرمرة بتهم فساد في 23 مارس/آذار 2025. وفي الانتخابات التمهيدية الرئاسية لحزب الشعب الجمهوري التي أُجريت في وقت لاحق من ذلك اليوم، صوّت أكثر من 15 مليون شخص لصالحه. وقد تسبب اعتقاله، إلى جانب اعتقال أكثر من 100 شخص آخر، في احتجاجات ومظاهرات واسعة النطاق بدوافع سياسية مُفترضة.
أدان مجلس أوروبا والبرلمان الأوروبي ومنظمة هيومن رايتس ووتش بشدة اعتقال إمام أوغلو، ووصفوه بأنه ضد إرادة الشعب. وبعد الاعتقال، اندلعت احتجاجات مناهضة للحكومة في تركيا.

## الخلفية
تم اعتقال العديد من رؤساء البلديات المعارضين وإقالتهم من مناصبهم، بما في ذلك الرئيس الحالي في عام 1999 ورؤساء البلديات من الحزب الكردي في الجنوب الشرقي. يقول القضاة الأوروبيون من أجل الديمقراطية والحرية أن نظام العدالة ليس مستقلاً وأن هناك "العديد من الأمثلة على العدالة التعسفية والاحتجاز غير القانوني في تركيا". خلال أول شهرين من عام 2025، تم اعتقال بعض النشطاء والصحفيين ورئيس البلدية المعارض. بما في ذلك المحاكمة في عام 2022، كانت هناك العديد من التحقيقات والمحاكمات لأكرم إمام أوغلو بعضها لا يزال مستمراً.

### إلغاء الشهادة الجامعية
في 18 مارس/آذار 2025، ألغت جامعة إسطنبول شهادة إمام أوغلو، مشيرةً إلى وجود مخالفات. وبما أن المرشحين للرئاسة في تركيا يجب أن يكونوا حاصلين على شهادة جامعية، فإن هذا من شأنه أن يمنعه فعليًا من الترشح للرئاسة. جاء القرار قبل أيام من ترشيح حزب المعارضة له.
قبل انتخاب إمام أوغلو رسميًا كرئيس لبلدية إسطنبول في عام 2019، زعمت صحيفة صباح أن انتقال إمام أوغلو من جامعة جيرني الأمريكية في شمال قبرص إلى جامعة إسطنبول كان غير قانوني. وردًا على شكوى في عام 2020، قالت رئاسة جامعة إسطنبول إن إمام أوغلو تقدم بطلب للحصول على حصة النقل الدولي التي أعلنتها الجامعة وأن طلبه تم تقييمه وقبوله وفقًا للوائح. ومع ذلك، في عام 2024، قال مجلس التعليم العالي إنه في عام 1990، وهو العام الذي انتقل فيه إمام أوغلو، لم يعترف بجامعة جيرني الأمريكية. ويقول محامو إمام أوغلو إنه في ذلك الوقت لم يكن الاعتراف بالجامعة المرسلة مطلوبًا للنقل، لذلك قبلته جامعة إسطنبول. لا تزال الإجراءات القانونية التي تحاول إعادة شهادته مستمرة.

## الاعتقال
في صباح يوم 19 مارس/آذار 2025، حاصرت الشرطة التركية منزل إمام أوغلو في إسطنبول. وفي مقطع فيديو نُشر على تويتر حوالي الساعة السابعة صباحًا بالتوقيت المحلي، قال إمام أوغلو: "نواجه قمعًا شديدًا، لكنني لن أستسلم. أسلم نفسي لأمتي". بعد ذلك بوقت قصير، اعتُقل إمام أوغلو وحوالي 100 شخص آخر، بمن فيهم مستشاره مراد أونغون.
تم اعتقال اثنين من رؤساء بلديات منطقة إسطنبول من حزب الشعب الجمهوري، والعديد من الصحفيين ورجال الأعمال، كجزء من نفس العملية. جاءت هذه التطورات في صباح يوم ترشيح إمام أوغلو لرئاسة حزب الشعب الجمهوري . أدان حزب الشعب الجمهوري الاعتقالات، ووصفها بأنها "محاولة انقلاب"، وأعرب عن دعمه لإمام أوغلو. في 23 مارس، تم اعتقال عشرين شخصًا، بمن فيهم رئيس مجلس إدارة شركة ميديا ومستشار إمام أوغلو مراد أونغون، ورئيس وكالة تخطيط إسطنبول بوغرا غوكجه، والمدير العام لشركة إمام أوغلو للإنشاءات تونجاي يلماز، والمدير العام لشركة İBB Kültür A.Ş مراد عباس. تم اعتقال ثمانية وأربعين شخصًا، بمن فيهم إمام أوغلو، في تحقيق الفساد، وتم اعتقال ثلاثة أشخاص في تحقيق الإرهاب، وصدرت قرارات الرقابة القضائية بحق واحد وأربعين شخصًا. في ذلك اليوم، كان إمام أوغلو المرشح الوحيد في الانتخابات التمهيدية الرئاسية لحزب الشعب الجمهوري، والتي عُقدت لاختيار مرشح الحزب للانتخابات الرئاسية المقبلة. ووفقًا لرئيس حزب الشعب الجمهوري، أوزغور أوزيل، فقد حصل إمام أوغلو على أكثر من 14.85 مليون صوت.
اتهم مكتب المدعي العام الرئيسي في إسطنبول إمام أوغلو بأنه "زعيم منظمة إجرامية"، مدعيًا الفساد والابتزاز والرشوة وغسيل الأموال المرتبطة بعقود البلدية. كما اتهمه المدعون بمساعدة حزب العمال الكردستاني (PKK)، من خلال تشكيل تحالف انتخابي مع حزب المساواة والديمقراطية المؤيد للأكراد (DEM) خلال الانتخابات البلدية لعام 2024. زعمت الحكومة أن هذا "الإجماع في المدينة" زاد من نفوذ حزب العمال الكردستاني في المناطق الحضرية. رفض إمام أوغلو وأنصاره هذه الاتهامات ووصفوها بأنها ملفقة، مؤكدين أنها كانت تهدف إلى القضاء عليه باعتباره تهديدًا سياسيًا للرئيس رجب طيب أردوغان. كما أعلن مكتب المدعي العام الرئيسي في إسطنبول أنه تم الاستيلاء على شركة البناء التابعة لإمام أوغلو كجزء من التحقيق واحتجاز مديرها العام. 
كما فرضت الحكومة التركية حظرًا لمدة أربعة أيام على المظاهرات العامة في إسطنبول، وأغلقت الطرق الرئيسية، وقيدت الوصول إلى منصات التواصل الاجتماعي مثل تويتر ويوتيوب وإنستغرام، وفقًا لمنظمة مراقبة الإنترنت نت بلوكس واقتيد إمام أوغلو إلى إدارة أمن فاتان في إسطنبول، حيث ظل رهن الاحتجاز في انتظار إجراءات قانونية أخرى.

## التبعات
وقد فرض المجلس الأعلى للإذاعة والتلفزيون غرامات مالية على أربع محطات تلفزيونية بسبب بثها عن إمام أوغلو.

### التأثير الاقتصادي
أدى اعتقال أكرم إمام أوغلو إلى تقلبات كبيرة في الاقتصاد التركي، إذ زاد من حالة عدم اليقين السياسي. باع البنك المركزي ما يقرب من 10 مليارات دولار من العملات الأجنبية، فانخفضت الليرة التركية بنسبة 3% فقط مقابل الدولار الأمريكي. وانخفض مؤشر BIST 100 بنسبة 9% تقريبًا. وخسرت سندات الحكومة التركية المقومة بالدولار، والمستحقة في عام 2045، 1.6 سنت من قيمتها، لتصل إلى 80.9 سنت.
في مراجعة لتوقعاتها بخفض البنك المركزي لأسعار الفائدة بمقدار 250 نقطة أساس شهريًا، توقع بنك جي بي مورجان أن يخفض البنك المركزي أسعار الفائدة بمقدار 150 نقطة أساس في كل اجتماع. ورفع بنك أوف أمريكا توقعاته للتضخم إلى 28% وتوقعاته لأسعار الفائدة في نهاية العام إلى 32.5%.
صرّح وزير الخزانة والمالية التركي، محمد شيمشك، قائلاً: "نبذل كل ما يلزم لضمان سلامة الأسواق. ويستمر البرنامج الاقتصادي الذي ننفذه بثبات." وتراجعت ثقة المستثمرين الأجانب، ويرى بعض الخبراء أن التأثير الاقتصادي الكامل لن يتضح إلا خلال العام.

### اعتقال محامي أوغلو
في 28 مارس 2025، اعتقلت السلطات محمد بهليفان، المحامي الذي يمثل إمام أوغلو، ثم أطلقت سراحه لاحقًا.